# آبشار گل‌آخور

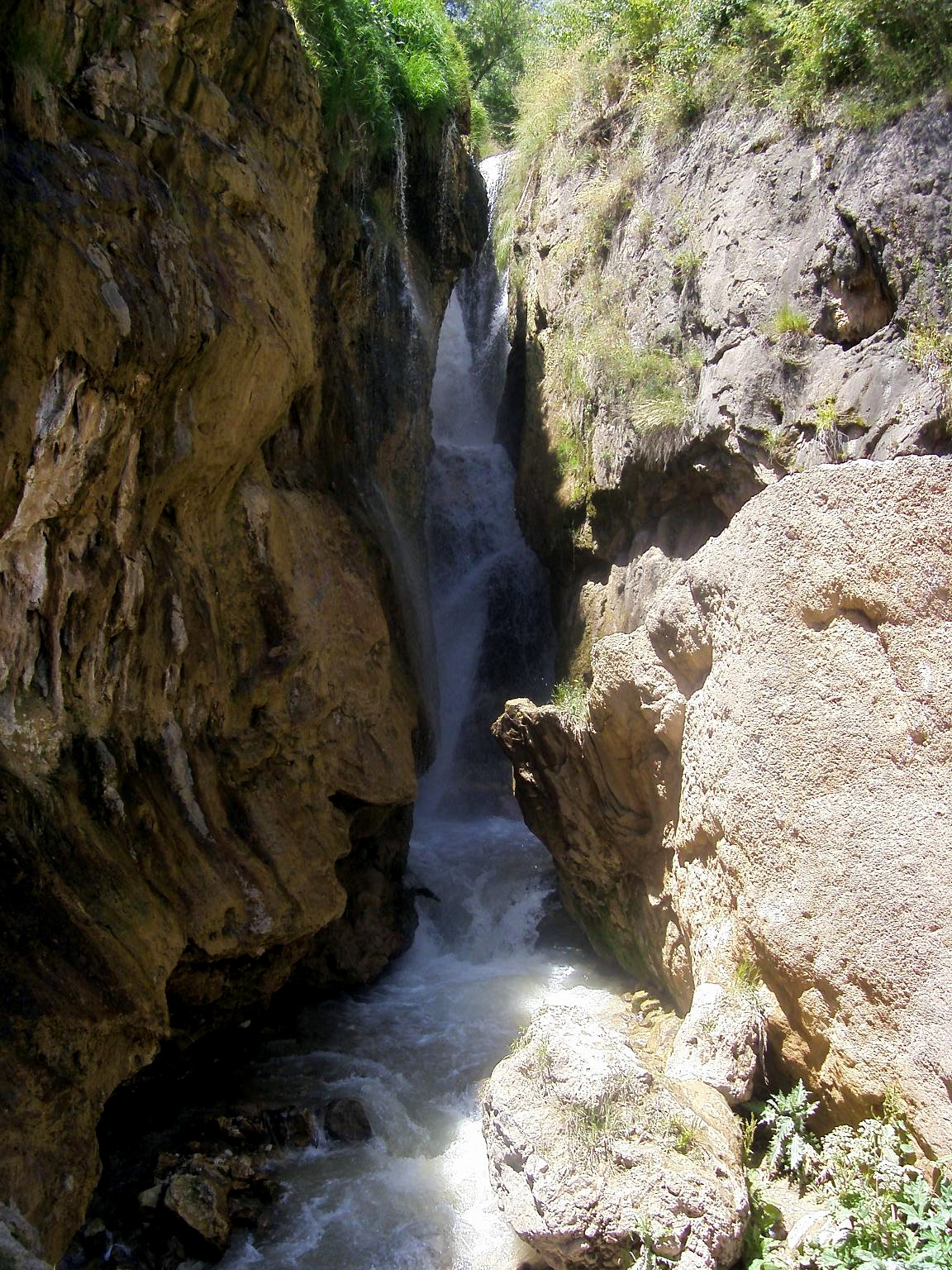
آبشار گل‌آخور.

آبشار گل‌آخور یکی از جاذبه‌های گردشگری استان آذربایجان شرقی است که در حوالی روستای گل‌آخور (کورهل) از توابع دهستان ارزیل بخش خاروانا شهرستان ورزقان ۶۰ کیلومتری غرب ورزقان در دامنه‌های غربی کوه کسبه و در میان جنگلهای ارسباران قرار گرفته‌است.
روستای گل آخور با قرار گرفتن در دامنه جنگل‌های ارسباران و دره ای سرسبز و چشم نواز با معماری سنتی و پلکانی خود یکی از زیباترین و چشم نوازترین روستاها و مناطق گردشگری استان آذربایجان شرقی است. اطراف روستا مملو از چشمه‌های جوشان و آهکی است. مواد آهکی در آب چشمه‌ها حل شده و اشکال بسیار زیبایی را پدیدمی‌آورند که در نوع خود قابل توجه و چشم نواز است.

## معنی گل‌آخور
واژهٔ «گل‌آخور» در زبان ترکی آذربایجانی به معنای «گل‌ریز، تالاب جاری یا چشمه جاری» می‌باشد.

## مسیر آبشار
آبشار بسیار زیبا و خنک گل آخور، از سه چشمه پرآب و خنک در کوه‌های شمالی و مرتفع روستا، سرچشمه می‌گیرد و با شدت به پایین سرازیر می‌شود و پس از عبور از داخل روستا در آخر به یک آبشار زیبا مبدل می‌گردد که ارتفاع آبشار حدود ۱۰ متر است و سپس در ادامه، پس از عبور از دره زیبا و سرسبز و پردرخت و گذر از روستای ارزیل با رود طرزم به یکدیگر می‌پیوندند و رود بزرگی تشکیل داده و به سمت روستای حاجیلار و کبود گنبد سرازیر می‌گردند.

## راه دسترسی
این روستا در مسیر ورزقان-خاروانا در منطقه‌ای به نام سه راهی ممد آقا واقع شده، در این سه راهی بعد از پیچیدن به جاده فرعی و طی حدود پنج کیلومتر راه به روستای ارزیل رسیده و از ارزیل تا خود آبشار باید یک کیلومتر راه آسفالت را طی کرد، معدن طلای اندریان نیز در این منطقه وجود دارد.